# ساوت پارک: چوب حقیقت
ساوت پارک: چوب حقیقت (انگلیسی: South Park: The Stick of Truth) یک بازی ویدئویی در سبک بازی ویدئویی نقش‌آفرینی است که توسط یوبی‌سافت و در سال ۲۰۱۴ و در پلت‌فرم‌های ایکس‌باکس ۳۶۰، پلی‌استیشن ۳، مایکروسافت ویندوز، و پلی‌استیشن ۴ منتشر شده‌است.